# Estação Mondawmin

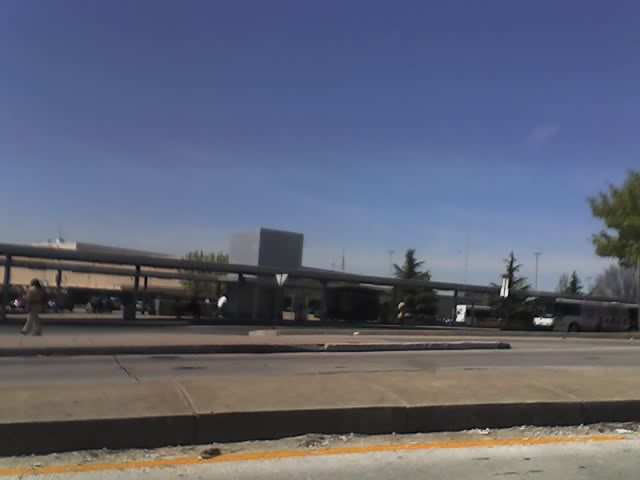
estação modawmin, 2019.

Mondawmin é uma estação metroviária da linha única do Metrô de Baltimore (linha verde). 
A estação foi inaugurada em 1983. A sua plataforma é central, em forma de ilha, com duas linhas passando pela laterais. Esta localizada no cruzamento da Reisterstown Road e a Liberty Heights Avenue.

## Ligação externa
- The MTA's Metro Subway page